# Rad (відеогра)
Rad — відеогра, рогалик, розроблена компанією Double Fine та опублікована Bandai Namco Entertainment . Вона випущена для  Microsoft Windows, Nintendo Switch, PlayStation 4 та Xbox One 20 серпня 2019 року. 

## Ігровий процес
Rad — це рогалик, що грається з ізометричної точки зору. У грі гравці керують підлітком, мета якого - дослідити створену пустку і знайти предмети, які можуть відновити людські цивілізації після руйнівного апокаліпсису. Коли персонаж досліджує пустир, його гени будуть мутувати, надаючи гравцям додаткові повноваження та переваги. На кожного персонажа гравці можуть мати необмежену кількість пасивних бонусів і не більше трьох активних мутацій.  Якщо персонаж гравця помер, їх замінить новий персонаж.  

## Розвиток
Лі Петті, режисер Headlander, обіймав посаду режисера гри. Гра надихнула його підліткового віку та любові до естетики 1980-х років. У кожному прогоні здібності набуваються випадковим чином. За словами Петті, це створює різні комбінації, що дає можливість гравцям краще вивчити сильні та слабкі сторони кожної мутації.
Гра була офіційно оголошена в березні 2019 року Bandai Namco Entertainment. Гра була випущена для Microsoft Windows, PlayStation 4, Nintendo Switch та Xbox One 20 серпня 2019 року.